# Cyrtomium yunnanense
Cyrtomium yunnanense är en träjonväxtart som beskrevs av Ren-Chang Ching. Cyrtomium yunnanense ingår i släktet Cyrtomium och familjen Dryopteridaceae. Inga underarter finns listade.